# Olperer
Olperer (3 476 m n.p.m.) – najwyższy szczyt masywu Tuxer Hauptkamm (Alpy Zillertalskie - Alpy Wschodnie, Austria). Szczyt wznosi się ok. 2 km nad dna otaczających go dolin i ok. 500 m ponad rozległe wysoko położone rozległe pola firnowe. W planie ma kształt dobrze wykształconej trójkątnej piramidy - jest to typowy karling, czyli forma wypreparowana przez otaczające szczyt kary (wsteczną erozję lodowcową). Masyw zbudowany jest z odpornych skał krystalicznych - głównie gnejsów jądra krystalicznego Tuxer Kern w oknie tektonicznym wysokich taurów. Po północnej stronie szczytu znajduje się lodowiec Tuxer Ferner (Hintertux Gletscher) największy w masywie Tuxer Hauptkamm, który stanowi podstawę funkcjonowania znanego ośrodka narciarskiego Hintertux (Tux).